# (1035) Amata
(1035) Amata est un astéroïde de la ceinture principale découvert le 29 septembre 1924 par l'astronome allemand Karl Wilhelm Reinmuth. Sa désignation provisoire était 1924 SW.
Il tire son nom d'Amata, femme du roi Latinus dans l'Énéide de Virgile.